# Thiago Silva
Thiago Emiliano da Silva, of kortweg Thiago Silva (Rio de Janeiro, 22 september 1984) is een Braziliaans voetballer die doorgaans als centrale verdediger speelt. Hij verruilde Chelsea in juli 2024 transfervrij voor Fluminense. Thiago Silva debuteerde in 2008 in het Braziliaans voetbalelftal.

## Clubcarrière

### Juventude
Thiago Silva begon in zijn jeugd te voetballen bij Fluminense, maar kreeg hier op latere leeftijd geen contract aangeboden. Een kleine club, RS Futebol Clube, uit Rio Grande do Sul bood hem deze kans wel. De jonge Braziliaan maakte een goede indruk zodat hij al snel werd opgepikt door Juventude. Hier kende Thiago Silva een uitstekend debuutseizoen in de Braziliaanse Série A.
Vanaf dat moment werd Thiago Silva ingezet als centrale verdediger, voorheen speelde hij als vleugelspits maar hij kwam ook uit op het middenveld en in de verdediging. In 2004 maakte hij vervolgens de overstap naar Europa. Nadat er veel interesse was gekomen van verschillende clubs, trok FC Porto uiteindelijk aan het langste eind. Naar verluidt moesten de Portugezen een afkoopsom van drie miljoen dollar betalen, ongeveer 2,5 miljoen euro. De 19-jarige verdediger kwam bij FC Porto echter niet goed uit de verf, hij werd vaak opgesteld in het tweede elftal en had regelmatig te kampen met blessures en ziektes. Vandaar dat hij een half jaar later vertrok naar het Russische Dinamo Moskou. Ook hier kon hij echter zijn draai niet vinden. Daarnaast liep hij tuberculose op, als gevolg waarvan hij een half jaar in een ziekenhuis doorbracht.

### Fluminense
Uiteindelijk werd besloten om Thiago Silva begin 2006 te verhuren aan zijn jeugdclub Fluminense. Deze namen hem uiteindelijk definitief over van de Russische club. In zijn eerste seizoen bij Fluminense eindigde Fluminense op de vijftiende plaats, maar Thiago Silva werd gezien als een van de beste spelers van het seizoen. In zijn tweede seizoen behaalde Fluminense een vierde plaats in de competitie en kreeg slechts 39 doelpunten tegen uit 38 wedstrijden. In 2007 won Thiago vervolgens met zijn club de Copa do Brasil, de nationale beker van Brazilië. Een jaar later werd de finale van de Copa Libertadores bereikt. Thiago scoorde in de halve finale tegen Boca Juniors. De finale werd echter verloren. Het Ecuadoraanse LDU Quito bleek over twee wedstrijden gezien een maatje te groot voor de Brazilianen: het versloeg Fluminense na strafschoppen.

### AC Milan
Al lange tijd waren enkele Europese topclubs geïnteresseerd in Thiago Silva, vooral Villarreal, Chelsea en Internazionale werden concreet. Uiteindelijk bleken ook Liverpool, Manchester City en Real Madrid geïnteresseerd te zijn. Uiteindelijk werd op 12 december 2008 bekend dat AC Milan een mondelinge overeenkomst had bereikt met de makkelijk scorende verdediger. De Italiaanse topclub kon hem echter niet per direct overnemen vanwege het quotum dat er heerste op spelers buiten de Europese Unie. Met de overgang ging, naar verluidt, ongeveer tien miljoen gepaard. Het enige dat nog ontbrak was een handtekening van Milan en de officiële bekendmaking. Er werd besloten dat de speler zich pas in juni 2009 hoefde te melden bij de Rossoneri. Op 22 augustus 2009 debuteerde Thiago Silva voor AC Milan tegen Siena. Op 15 september 2009 speelde hij zijn eerste wedstrijd in Europees verband met AC Milan, in het Champions League-duel tegen Olympique Marseille. In het duel met Lazio op 8 november scoorde Thiago Silva zijn eerste doelpunt voor AC Milan. Later in de wedstrijd maakte hij ook een eigen doelpunt, maar AC Milan won het duel met 1–2.
In de eerste wedstrijd van het nieuwe seizoen 2010/11 voor AC Milan, die met 4–0 gewonnen werd van Lecce, was Thiago Silva trefzeker. Dat was ook zijn enige doelpunt van het seizoen. AC Milan won dat seizoen de Serie A en kreeg veruit het minste aantal doelpunten tegen. In mei 2011 werd Silva 'de beste verdediger ter wereld' genoemd door teamgenoot Filippo Inzaghi. Ook werd hij door fans verkozen tot beste speler van het seizoen van AC Milan. Op 6 augustus 2011 won AC Milan met Thiago Silva in de basiself de Supercoppa tegen rivaal Inter Milan. Op 13 september kopte de Braziliaan de gelijkmaker binnen in de blessuretijd van het Champions League-duel met FC Barcelona. Thiago Silva droeg de aanvoerdersband van AC Milan op 27 november tegen Chievo. Ook scoorde hij het openingsdoelpunt in de eerste tien minuten. Voor het jaar 2011 werd Silva opgenomen in het Team of the Year van de UEFA. In het competitieduel met AS Roma moest Silva al na tien minuten geblesseerd van het veld. Dit bleek zijn laatste wedstrijd voor AC Milan te zijn, Milan moest hem voor de rest van het seizoen missen door zijn blessure. Zonder Silva werd Milan in de kwartfinale van de Champions League uitgeschakeld door Barcelona en moest Milan de Italiaanse titel aan Juventus laten.

### Paris Saint-Germain

#### 2012–2015

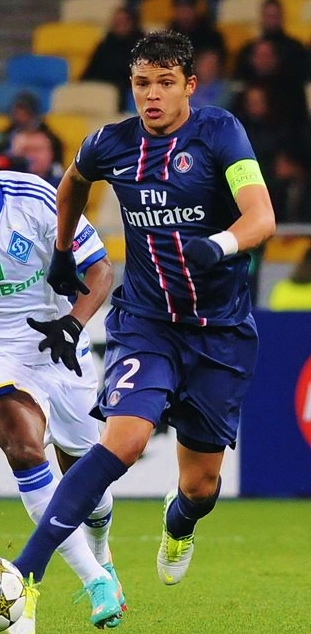
Thiago Silva spelend voor Paris Saint-Germain in 2012

Nadat Thiago Silva op 2 juli zijn contract met vijf jaar verlengde, maakte AC-Milan eigenaar Silvio Berlusconi enkele dagen later bekend dat de verdediger samen met Zlatan Ibrahimovic aan Paris Saint-Germain was verkocht voor een bedrag rond de 65 miljoen euro, waarvan 42 miljoen voor de Braziliaan. Bij PSG tekende Silva een contract voor vijf jaar ter waarde van 37,5 miljoen euro. Op 18 september 2012 was Silva fit genoeg om te debuteren in het Champions League-duel met Dinamo Moskou. Na een half uur scoorde Silva zijn eerste doelpunt voor zijn nieuwe club. De wedstrijd werd met 4–1 gewonnen. Zijn eerste competitiewedstrijd voor Paris Saint-Germain speelde Silva op 22 september. De Parijse club won met 0–4. Op 31 oktober scoorde Silva vervolgens tegen rivaal Olympique Marseille in de achtste finale van de Coupe de la Ligue. Voor het jaar 2012 werd hij voor het tweede jaar op rij opgenomen in het Team of the Year van de UEFA. In het duel met Ajaccio op 11 januari 2013 verliet Silva als aanvoerder geblesseerd het veld. Als gevolg hiervan kon hij twee maanden niet meespelen. In maart keerde hij terug en werd hij benoemd tot Speler van de Maand in de Ligue 1. Paris Saint-Germain werd na twee gelijke spelen tegen FC Barcelona op uitdoelpunten uitgeschakeld in de kwartfinale van de Champions League. Op 5 mei werd Silva met een rode kaart van het veld gestuurd in de eerste helft van de wedstrijd tegen Valenciennes nadat hij de scheidsrechter bij zijn schouders aanraakte. Hiermee werd dit de laatste wedstrijd van het seizoen voor hem. PSG eindigde met twaalf punten meer dan nummer twee Marseille op de bovenste plaats in de Ligue 1, wat de derde landstitel in de clubhistorie betekende. Silva werd opgenomen in het Team van het Jaar in de Ligue 1 voor het seizoen 2012/13 en werd door France Football verkozen tot beste verdediger van het seizoen. Paris Saint-Germain werd zowel in de Coupe de France, tegen ETG, als in de Coupe de la Ligue, tegen AS Saint-Étienne, na een strafschoppenserie uitgeschakeld. Silva miste in beide strafschoppenseries zijn strafschop.
Thiago Silva en Paris Saint-Germain begonnen het seizoen 2013/14 met het winnen van de Trophée des Champions tegen Bordeaux. Het was voor het eerst sinds 1994 dat de Parijse club deze prijs won. Op 22 augustus 2013 werd bekendgemaakt dat Silva een nieuw contract ondertekende bij Paris Saint-Germain, dat hem tot 2013 aan de club verbond. Na zestien minuten gespeeld te hebben moest Silva in de competitiewedstrijd tegen AS Monaco geblesseerd het veld verlaten. Als gevolg van zijn hamstringblessure moest Silva zes weken aan de kant staan. Voor het derde jaar op rij werd Silva opgenomen in het Team of the Year van de UEFA, bepaald door de fans. Ook de FIFA nam Silva op in het Team van het Jaar 2013. Rio Ferdinand en Ronaldo Nazário noemden Silva de beste verdediger ter wereld. Voor het tweede seizoen op rij werd PSG in de kwartfinale van de Champions League op uitdoelpunten uitgeschakeld. Op 19 april 2014 won de club de Coupe de la Ligue door in de finale met Silva als aanvoerder Olympique Lyonnais te verslaan. Met negen punten meer dan nummer twee Monaco won PSG voor het tweede jaar op rij de Ligue 1. Silva werd opnieuw opgenomen in het Team van het Seizoen in de Ligue 1. Het seizoen 2014/15 werd voor Paris Saint-Germain afgetrapt met de Trophée des Champions tegen Guingamp. Deze wedstrijd werd met 2–0 gewonnen. Silva had echter nog vakantie nadat hij met Brazilië deelnam aan het WK 2014. In de eerste maanden van het nieuwe seizoen moest Silva veel wedstrijden missen wegens een hamstringblessure. Voor het jaar 2014 werd Silva voor het tweede jaar op rij opgenomen in het Team van het Jaar van de FIFA, door zijn collega's. In de achtste finale van de Champions League tegen Chelsea scoorde Silva in de verlenging, waardoor PSG zich op uitdoelpunten kwalificeerde voor de volgende ronde. In de eerste maanden van 2015 kreeg Silva veel complimenten over zijn spel. Op 11 april 2015 won Silva als aanvoerder met PSG de Coupe de la Ligue. In de finale werd Bastia met 4–0 verslagen. In de kwartfinale van de Champions League werd PSG uitgeschakeld door Barcelona. Silva speelde slechts twintig minuten in het tweeluik door een lichte blessure. Voor het derde jaar op rij werd Paris Saint-Germain kampioen van Frankrijk. Ook de Coupe de France werd gewonnen door Auxerre met 0–1 te verslaan in de finale. Dit betekende dat PSG de eerste ploeg won die de landelijke treble won in Frankrijk.

#### 2015–2020
Op 1 augustus 2015 won Paris Saint-Germain voor het derde jaar op rij de Trophée des Champions door met 2–0 te winnen van Olympique Lyon. Voor het derde jaar op rij werd Thiago Silva opgenomen in het Team of the Year van de FIFA bij de Ballon d'Or-ceremonie. Net als het seizoen daarvoor won PSG in het seizoen 2015/16 naast de Trophée des Champions ook de andere drie prijzen in Frankrijk. In de finale van de Coupe de la Ligue werd Lille verslagen (2–1) en in de finale van de Coupe de France was PSG te sterk voor Olympique Marseille (2–4). Voor het vierde seizoen op rij bleek de kwartfinale het eindstation voor Paris Saint-Germain te zijn in de Champions League. Dit keer was Manchester City te sterk over twee wedstrijden. In de Ligue 1 eindigde de club liefst 31 punten boven nummer twee Olympique Lyon. Op 6 augustus 2016 pakte Paris Saint-Germain opnieuw een prijs door Olympique Lyon te verslaan voor de Trophée des Champions 2016. Silva was niet aanwezig bij deze wedstrijd. Op 22 december 2016 werd bekendgemaakt dat hij een nieuw contract tot 2020 ondertekende in de Franse hoofdstad. Het seizoen 2016/17 werd het eerste seizoen van Silva in Parijs waarin PSG niet de Ligue 1 won. Ze moesten het Franse landskampioenschap overlaten aan AS Monaco. Ook was het voor het eerst dat Silva met PSG niet de kwartfinale van de Champions League haalde. Bij de thuiswedstrijd, die met 4–0 gewonnen werd, was Silva niet aanwezig wegens een blessure. In de terugwedstrijd in de Camp Nou speelde Silva wel mee. Na drie doelpunten van Barcelona in de laatste tien minuten werd PSG in het tweeluik met 6–5 verslagen. De beide bekercompetities van Frankrijk werden wel gewonnen; in de finale van de Coupe de France tegen Angers was een eigen doelpunt in de extra tijd genoeg voor de overwinning en in de finale van de Coupe de la Ligue was PSG te sterk voor AS Monaco.
Op 29 juli 2017 won Paris Saint-Germain de Trophée des Champions door AS Monaco te verslaan (1–2). Nadat Neymar en Kylian Mbappé in de zomer van 2017 een transfer naar Paris Saint-Germain maakte, werd Paris Saint-Germain met een ruime voorsprong kampioen in de Ligue 1. Op 15 april 2018 werd uitgerekend AS Monaco, de runner-up achter PSG in dat seizoen en de kampioen van het seizoen daarvoor, met 7–1 vernederd waarmee PSG de titel heroverde. In de Champions League was de uiteindelijke winnaar Real Madrid te sterk in de achtste finale. Voor de derde keer won Paris Saint-Germain alle vier de prijzen die te winnen vallen in Frankrijk. Op 8 mei werd de finale van de Coupe de France gewonnen tegen Les Herbiers nadat de finale van de Coupe de la Ligue op 31 maart gewonnen was tegen AS Monaco. Tegen datzelfde Monaco won Paris Saint-Germain op 4 augustus 2018 de Trophée des Champions. Thiago Silva speelde de volledige wedstrijd in een team met meerdere jonge spelers. In het seizoen 2018/19 won hij voor de zesde keer de Ligue 1 met PSG. De laatste wedstrijden van het seizoen moest de Braziliaan missen wegens een blessure en operatie aan zijn knie. Zo moest hij ook de finale van de Coupe de France missen, die na een strafschoppenreeks werd verloren van Stade Rennais. In de Champions League en de Coupe de la Ligue werd Paris Saint-Germain vroegtijdig uitgeschakeld door Manchester United en Guingamp. Op 3 augustus 2019 won Thiago Silva voor de zevende keer in zijn carrière de Trophée des Champions, nadat Stade Rennais verslagen werd (2–1). Thiago Silva verving tien minuten voor tijd Meunier. In april 2020 werd Paris Saint-Germain als koploper uitgeroepen tot kampioen van de Ligue 1 2019/20 nadat de competitie vervroegd werd beëindigd als maatregel tegen het verspreiden van het coronavirus. Voor Thiago Silva en Marco Verratti betekende dit hun zevende landskampioenschap in Frankrijk. Daarmee evenaarden zij het record van spelers die het vaakst Frans landskampioen werden. Hervé Revelli, Jean-Michel Larqué (beide Saint-Étienne), Grégory Coupet, Juninho Pernambucano en Sidney Govou (alle Olympique Lyon) werden eerder ook al zevenmaal landskampioen in Frankrijk. De Coupe de France en de Coupe de la Ligue werden wel uitgespeeld en beiden gewonnen door Paris Saint-Germain. In de finale van de Coupe de France won PSG met 1–0 Saint-Étienne en in de finale van de Coupe de la Ligue werd Olympique Lyon na strafschoppen verslagen. Thiago Silva stond in de basiself bij beide finales en leidde zijn team ook naar de finale van de Champions League, nadat Borussia Dortmund, Atalanta Bergamo en RB Leipzig in de knock-outfase werden uitgeschakeld. Dit was de eerste Champions League-finale in de clubgeschiedenis voor Paris Saint-Germain, waarin Bayern München echter te sterk bleek en met 1–0 won.

### Chelsea FC

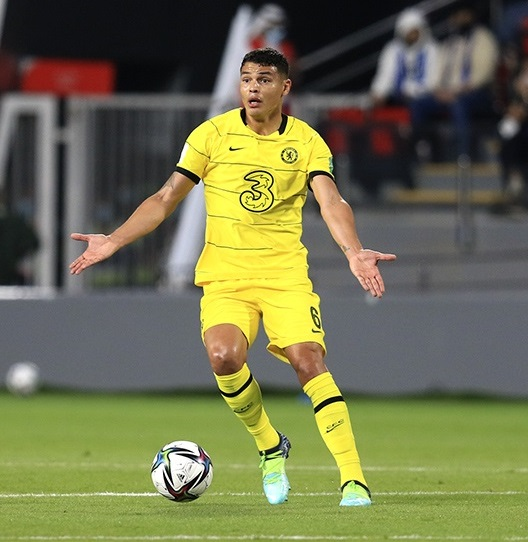
Thiago Silva namens Chelsea op het WK voor clubs in 2022

Eind augustus 2020 maakte Thiago Silva, na het aflopen van zijn contract bij Paris Saint-Germain, transfervrij een overstap naar Chelsea FC, waar hij een 1-jarig contract tekende met een optie voor een extra jaar. Op 23 september 2020 speelde Silva zijn eerste wedstrijd in het shirt van Chelsea, in het met 6–0 gewonnen League Cup-duel tegen Barnsley FC. Na 61 minuten werd hij vervangen door Kurt Zouma. Drie dagen later maakte Silva zijn Premier Leaguedebuut, als aanvoerder in de uitwedstrijd tegen West Bromwich Albion. Nadat Chelsea in de rust tegen een 3–0 achterstand opkeek, werd de wedstrijd uiteindelijk met 3–3 gelijkgespeeld. In de 73ste minuut werd Silva vervangen door spits Olivier Giroud. Tegen Sheffield United op 7 november 2021 kopte Silva raak uit een voorzet van Hakim Ziyech, waarmee zijn eerste doelpunt voor Chelsea een feit was. Op 29 mei 2021 won Chelsea voor de tweede keer in haar clubhistorie de UEFA Champions League, door in de finale met 1–0 te winnen van Manchester City dankzij een treffer van Kai Havertz. Silva werd nog in de eerste helft vervangen door Andreas Christensen wegens een blessure. Op 4 juni 2021 werd bekend dat de optie om Silva's contract te verlengen werd gelicht. Op 11 augustus 2021 won Chelsea na een strafschoppenserie de UEFA Super Cup van Villarreal CF. Silva bleef de gehele wedstrijd op de reservebank. Begin januari 2022 werd zijn contract verlengd tot juni 2023. Enkele weken later won Chelsea voor het eerst in de clubgeschiedenis het WK voor clubs. Thiago Silva speelde de volledige wedstrijd in zowel de halve finale, die met 0–1 werd gewonnen van Al-Hilal en in de finale, die na een verlenging, ondanks een door Silva veroorzaakte strafschop, met 2–1 werd gewonnen van SE Palmeiras. Silva werd benoemd tot de beste speler van het toernooi.

## Clubstatistieken
| Seizoen     | Club                | Competitie     | Competitie | Competitie | Beker | Beker | Continentaal | Continentaal | Overig | Overig | Totaal | Totaal |
| Seizoen     | Club                | Competitie     | Wed.       | Dlp.       | Wed.  | Dlp.  | Wed.         | Dlp.         | Wed.   | Dlp.   | Wed.   | Dlp.   |
| ----------- | ------------------- | -------------- | ---------- | ---------- | ----- | ----- | ------------ | ------------ | ------ | ------ | ------ | ------ |
| 2004        | Juventude           | Série A        | 28         | 3          | —     | —     | —            | —            | —      | —      | 28     | 3      |
| Club totaal | Club totaal         | Club totaal    | 28         | 3          | 0     | 0     | 0            | 0            | 0      | 0      | 28     | 3      |
| 2005        | Dinamo Moskou       | Premjer-Liga   | —          | —          | —     | —     | —            | —            | —      | —      | 0      | 0      |
| Club totaal | Club totaal         | Club totaal    | 0          | 0          | 0     | 0     | 0            | 0            | 0      | 0      | 0      | 0      |
| 2006        | Fluminense          | Série A        | 14         | 0          | —     | —     | 4            | 0            | —      | —      | 18     | 0      |
| 2007        | Fluminense          | Série A        | 30         | 5          | —     | —     | 0            | 0            | —      | —      | 30     | 5      |
| 2008        | Fluminense          | Série A        | 20         | 1          | —     | —     | 12           | 3            | —      | —      | 32     | 1      |
| Club totaal | Club totaal         | Club totaal    | 64         | 6          | 0     | 0     | 16           | 3            | 0      | 0      | 80     | 9      |
| 2009/10     | AC Milan            | Serie A        | 33         | 2          | —     | —     | 7            | 0            | —      | —      | 40     | 2      |
| 2010/11     | AC Milan            | Serie A        | 33         | 1          | 3     | 0     | 6            | 0            | —      | —      | 42     | 1      |
| 2011/12     | AC Milan            | Serie A        | 27         | 2          | 2     | 0     | 7            | 1            | 1      | 0      | 37     | 3      |
| Club totaal | Club totaal         | Club totaal    | 93         | 5          | 5     | 0     | 20           | 1            | 1      | 0      | 119    | 6      |
| 2012/13     | Paris Saint-Germain | Ligue 1        | 22         | 0          | 3     | 1     | 9            | 2            | —      | —      | 34     | 3      |
| 2013/14     | Paris Saint-Germain | Ligue 1        | 28         | 3          | 6     | 0     | 7            | 0            | 1      | 0      | 42     | 3      |
| 2014/15     | Paris Saint-Germain | Ligue 1        | 26         | 1          | 8     | 0     | 6            | 1            | —      | —      | 40     | 2      |
| 2015/16     | Paris Saint-Germain | Ligue 1        | 30         | 1          | 6     | 0     | 9            | 0            | 1      | 0      | 46     | 1      |
| 2016/17     | Paris Saint-Germain | Ligue 1        | 27         | 3          | 6     | 3     | 7            | 0            | —      | —      | 40     | 6      |
| 2017/18     | Paris Saint-Germain | Ligue 1        | 25         | 1          | 7     | 0     | 6            | 0            | 1      | 0      | 39     | 1      |
| 2018/19     | Paris Saint-Germain | Ligue 1        | 25         | 0          | 6     | 0     | 7            | 0            | 1      | 0      | 39     | 0      |
| 2019/20     | Paris Saint-Germain | Ligue 1        | 21         | 0          | 4     | 1     | 9            | 0            | 1      | 0      | 35     | 1      |
| Club totaal | Club totaal         | Club totaal    | 204        | 9          | 46    | 5     | 60           | 3            | 5      | 0      | 315    | 17     |
| 2020/21     | Chelsea             | Premier League | 23         | 2          | 3     | 0     | 8            | 0            | —      | —      | 34     | 2      |
| 2021/22     | Chelsea             | Premier League | 32         | 3          | 5     | 0     | 9            | 0            | 2      | 0      | 48     | 3      |
| 2022/23     | Chelsea             | Premier League | 27         | 0          | —     | —     | 8            | 0            | —      | —      | 35     | 0      |
| 2023/24     | Chelsea             | Premier League | 31         | 3          | 7     | 1     | —            | —            | —      | —      | 38     | 4      |
| Club totaal | Club totaal         | Club totaal    | 113        | 8          | 15    | 1     | 17           | 0            | 2      | 0      | 155    | 9      |
| TOTAAL      | TOTAAL              | TOTAAL         | 502        | 28         | 66    | 6     | 113          | 7            | 8      | 0      | 697    | 44     |

Bijgewerkt t/m 24 mei 2024.

## Interlandcarrière

### Olympische spelen
Tijdens de zomer van 2008 werd Thiago Silva door bondscoach Dunga geselecteerd als een van de twee dispensatiespelers die deelnamen aan het voetbaltoernooi van de Olympische Zomerspelen in Peking. De andere dispensatiespeler was Ronaldinho, hij speelde echter geen enkele wedstrijd vanwege een blessure. Op het voetbaltoernooi behaalde het Braziliaanse olympische elftal uiteindelijk de bronzen medaille door in de troostfinale met 3–0 te winnen van België. Voor aanvang van de Olympische Spelen kwam Thiago Silva nog in actie tijdens twee oefenwedstrijden tegen Singapore en Vietnam. Thiago Silva was vier jaar later opnieuw een van de dispensatiespelers die, ditmaal door bondscoach Mano Menezes, werden opgeroepen voor het Braziliaans olympisch voetbalelftal voor de Olympische Spelen van 2012 in Londen. De andere twee waren Real Madrid-verdediger Marcelo en toenmalig FC Porto-aanvaller Hulk.

### Braziliaans voetbalelftal

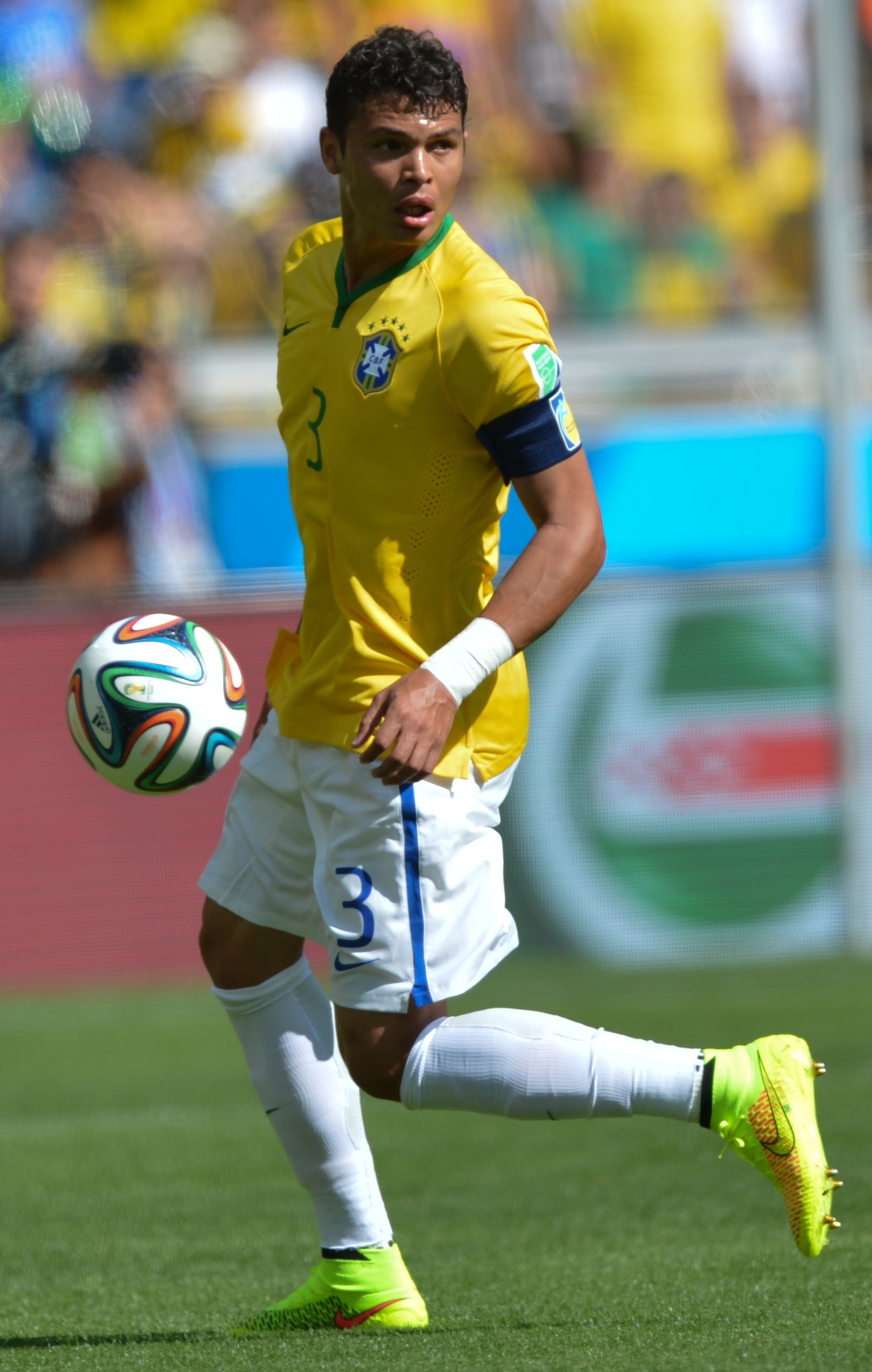
Thiago Silva spelend voor Brazilië op het WK 2014

Op 20 november 2008 speelde Thiago Silva voor het eerst vanaf het begin van de wedstrijd, in een oefenwedstrijd tegen Portugal, met Cristiano Ronaldo als directe tegenstander van Silva. Silva werd niet geselecteerd voor het Braziliaans elftal in de Confederations Cup. Dit toernooi werd wel gewonnen door de Goddelijke Kanaries. Silva werd wel geselecteerd voor het Braziliaans elftal op het WK voetbal in Zuid-Afrika, maar hij speelde geen minuut. Brazilië werd in de kwartfinale uitgeschakeld door het Nederland. Een jaar later speelde Thiago Silva voor het eerst een wedstrijd op een groot toernooi, op de Copa América in het groepsduel met Venezuela. In deze wedstrijd, wat eindigde in een doelpuntloos gelijkspel, droeg Silva ook de aanvoerdersband van Brazilië. Het Zuid-Amerikaanse land werd in de kwartfinale uitgeschakeld door Paraguay na een strafschoppenreeks. Silva miste zijn penalty, net als de andere Brazilianen. Op 31 mei 2012 was hij voor het eerst trefzeker voor het nationale elftal van Brazilië in een vriendschappelijke wedstrijd met de Verenigde Staten. Silva werd opgenomen in de Braziliaanse selectie die in 2013 de voor de derde maal op rij de Confederations Cup won. Silva miste geen minuut op het toernooi. In de finale werd Spanje met 3–0 verslagen.
Op 5 mei 2014 werd bekendgemaakt dat Thiago Silva als aanvoerder werd opgenomen in de Braziliaanse selectie voor het WK in eigen land. In de achtste finale tegen Chili gaf hij de assist op het openingsdoelpunt van de andere centrale verdediger, David Luiz. Na een strafschoppenserie stootte Brazilië door naar de kwartfinale, waar Colombia de tegenstander was. In deze wedstrijd scoorde Silva zelf het openingsdoelpunt. De wedstrijd werd met 2–1 gewonnen, maar Silva mocht wegens zijn tweede gele kaart van het toernooi niet meespelen in de halve finale tegen Duitsland. Zonder Silva in de Braziliaanse verdediging verloor Brazilië met 1–7 van de uiteindelijke wereldkampioen - de grootste nederlaag ooit voor het Zuid-Amerikaanse land. Silva kon weer meespelen in de wedstrijd om de derde plaats. Deze wedstrijd verloor Brazilië met 0–3. Silva maakte in de eerste minuten van de wedstrijd al een overtreding op Robben, waarvoor Nederland een strafschop en Silva een gele kaart kreeg. Gebruikers van de site FIFA.com stelden Silva na afloop van het toernooi op in het Team of the Tournament.
Op de Copa América 2015 droeg niet Silva, maar Neymar en later Miranda de aanvoerdersband van de Brazilianen. Silva scoorde het openingsdoelpunt in de laatste groepswedstrijd voor Brazilië op dat toernooi, tegen Venezuela. In de kwartfinale speelde Brazilië tegen Paraguay. Een overtreding van Silva zorgde voor een strafschop voor Paraguay, waaruit Derlis González de 1–1 maakte. Na een strafschoppenreeks werd Brazilië uitgeschakeld. Een jaar later speelde Brazilië opnieuw op een Copa América. Dunga liet echter een paar sterspelers thuis om te rusten, waaronder Silva. Brazilië moest het toernooi vroegtijdig verlaten met de derde plaats in Groep B. Silva werd wel weer geselecteerd voor het WK in Rusland van 2018. In het laatste groepsduel tegen Servië was Silva verantwoordelijk voor de 0–2, waarmee hij de eindstand op het bord zette. Hij miste geen minuut op het toernooi. De kwartfinale was het eindstation voor Brazilië, nadat België met 1–2 te sterk bleek. Een jaar later nam Tite Silva ook op in de Braziliaanse selectie voor de Copa América in eigen land. Ook in dit toernooi miste Silva geen minuut. Zo speelde hij ook in de finale tegen Peru. Met het maken van hands veroorzaakte Silva in deze finale een strafschop die benut werd door Guerrero, maar door doelpunten van Éverton, Jesus en Richarlison won Brazilië toch met 3–1, waarmee ze voor het eerst sinds 2007 winnaar van de Copa América werden. Silva was de aanvoerder van de Brazilianen bij de Copa América 2021 in eigen land. Brazilië bereikte de finale, die met 1–0 verloren werd van Argentinië. Op 10 oktober 2021 speelde Silva zijn honderdste interlandwedstrijd, nadat hij Éder Militão tegen Colombia in de WK-kwalificatie.

## Erelijst
Fluminense
- Copa do Brasil: 2007

 AC Milan
- Serie A: 2010/11
- Supercoppa Italiana: 2011

 Paris Saint-Germain
- Ligue 1: 2012/13, 2013/14, 2014/15, 2015/16, 2017/18, 2018/19, 2019/20
- Coupe de France: 2014/15, 2015/16, 2016/17, 2017/18, 2019/20
- Coupe de la Ligue: 2013/14, 2014/15, 2015/16, 2016/17, 2017/18, 2019/20
- Trophée des Champions: 2013, 2015, 2017, 2018, 2019

 Chelsea
- UEFA Champions League: 2020/21
- UEFA Super Cup: 2021
- FIFA Club World Cup: 2021

 Brazilië
- FIFA Confederations Cup: 2013
- CONMEBOL Copa América: 2019

Individueel
- Bola de Prata: 2007
- Campeonato Brasileiro Série A Beste Speler (verkozen door het publiek): 2008
- Campeonato Brasileiro Série A Team van het Jaar: 2008
- Zuid-Amerikaans Team van het Jaar: 2008
- Samba d'Or: 2011, 2012, 2013
- Serie A Team van het Jaar: 2010/11, 2011/12
- UNFP Ligue 1 Team van het Jaar: 2012/13, 2013/14, 2014/15, 2015/16, 2016/17, 2017/18, 2018/19
- UNFP Ligue 1 Speler van de Maand: maart 2013, oktober 2019
- UEFA Team van het Jaar: 2011, 2012, 2013
- UEFA Champions League Team van de Groepsfase: 2015/16
- FIFA FIFPro World11: 2013, 2014, 2015
- FIFA Confederations Cup Dream Team: 2013
- FIFA Confederations Cup Castrol Index Top XI: 2013
- FIFA World Cup All-Star Team: 2014, 2018
- FIFA World Cup Dream Team: 2014, 2018
- UEFA Champions League Elftal van het Seizoen: 2015/16
- Copa América Team van het Toernooi: 2019
- IFFHS CONMEBOL Team van het Decennium: 2011–2020
- FIFA Club World Cup Gouden Bal: 2021